# Internationales Filmfestival Karlovy Vary

Logo des Festivals

Das Internationale Filmfestival Karlovy Vary (tschechisch Mezinárodní filmový festival Karlovy Vary, englische Kurzform KVIFF) findet jedes Jahr Anfang Juli im böhmischen Kurort Karlsbad statt. Das KVIFF zählt zu den 13 A-Festivals, gehört in dieser Gruppe der weltweit führenden Festivals allerdings zu den kleineren Veranstaltungen. Gemessen an der Zahl der verkauften Tickets (etwa 140.000) liegt es zwischen dem etwas größeren Festival von Locarno (147.000) und dem kleineren Warschauer Festival (108.000). Es ist eines der ältesten der Welt und hat sich zu Osteuropas führendem Filmevent entwickelt.
2018 gab es erstmals eine Kooperation mit den Internationalen Hofer Filmtagen.

## Geschichte

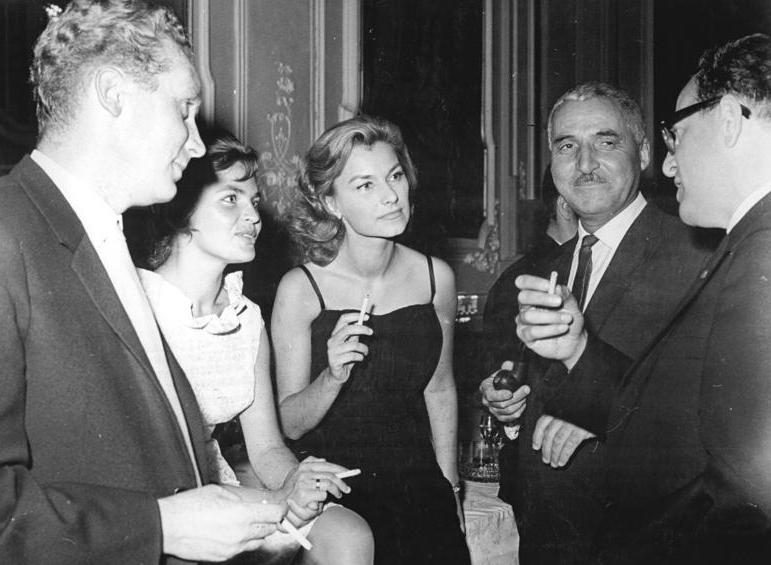
Filmfestival Karlovy Vary, 1964

Das Filmfestival in Karlsbad ist eine der ältesten Filmschauen der Welt. Premiere feierte es 1946, wobei es im ersten Jahr mit Marienbad einen zweiten Austragungsort gab. In den drei folgenden Jahren fand das Festival sogar ausschließlich in Marienbad statt, ab 1950 dann nur noch in Karlsbad. Die ersten Preise wurden 1948 verliehen. Damit blicken nur die Filmfestspiele von Venedig und das Moskauer Filmfestival, die bereits in den 1930er-Jahren begründet wurden, auf eine längere Tradition zurück. Die Filmfestspiele von Cannes und das Festival von Locarno wurden ebenfalls erstmals 1946 veranstaltet, beide allerdings einige Wochen nach dem ersten Karlsbader Festival.
Von 1958 bis 1994 fand das Filmfestival Karlovy Vary lediglich alle zwei Jahre – im Wechsel mit dem Moskauer Filmfestival – statt. Aus diesem Grund konnte das Festival im Jahr 2015 erst seine 50. Austragung feiern, obwohl es zu dem Zeitpunkt bereits 69 Jahre existierte. Zu größeren Veränderungen kam es schließlich bei der 29. Auflage des Festivals im Jahr 1994, als auf einen jährlichen Austragungsrhythmus umgestellt wurde. Zuvor hatten das tschechische Kultusministerium, die Stadt Karlsbad und das ortsansässige Grand-Hotel Pupp eine Stiftung für das Festival gegründet, die den bekannten tschechischen Schauspieler Jiří Bartoška als Präsidenten des Festivals engagierte. Eine weitere personelle Stärkung erfuhr das Festival 1995 durch die Berufung der Publizistin Eva Zaoralová zur Programmdirektorin. Seither hat das Festival in Fachkreisen immer wieder Aufmerksamkeit auf sich gezogen. Den Festivalmachern gelang es zudem regelmäßig, internationale Stars nach Karlsbad zu locken. Zu den Gästen zählten beispielsweise Sharon Stone, Robert Redford, Robert De Niro und Leonardo DiCaprio. Bei der 48. Austragung des Festivals 2013 war der iranische Dissidenten-Regisseur Jafar Panahi via Skype zugeschaltet. Wie schon die Filmfestspiele in Cannes 2011 und die Berlinale 2013, bei denen heimlich gedrehte Filme Panahis zu sehen waren, bot das Karlsbader Festival dem unter Hausarrest stehenden Filmemacher so eine Bühne.
Zum 1. Januar 2011 gab die zu diesem Zeitpunkt 78-jährige Zaoralová ihren Posten als Programmdirektorin ab. Zum Nachfolger wurde Karel Och bestimmt, der seit 2001 den Dokumentarfilmwettbewerb und einige Retrospektiven des Festivals (Sam Peckinpah, Michael Powell, Emeric Pressburger) programmiert hatte.
Hauptpreis des Festivals ist der Kristallglobus (Křišťálový Globus). Der East of the West Award, mit dem seit 2005 ausschließlich Produktionen aus Osteuropa prämiert werden, ist in den vergangenen Jahren zum zweiten wichtigen Preis des Festivals avanciert.
2018 gab es zum ersten Mal eine Kooperation zwischen dem Internationalen Filmfestival Karlovy Vary und den Internationalen Hofer Filmtagen.
2020 wurde das Festival aufgrund der COVID-19-Pandemie abgesagt.

## Preisträger

### 1940er-Jahre
- 1947: keine Preisverleihung
- 1948 – Die letzte Etappe (Ostatni etap) der Regisseurin Wanda Jakubowska
- 1949 – Die Stalingrader Schlacht, Teil 1 (Stalingradskaja bitwa I) des Regisseurs Wladimir Petrow

### 1950er-Jahre
- 1950 – Der Fall von Berlin, Teil 1 und 2 (Padenije Berlina I & II) des Regisseurs Micheil Tschiaureli
- 1951 – Ritter des goldenen Sterns (Kawaler Solotoi Swesdy) des Regisseurs Juli Raisman
- 1952 – Das unvergeßliche Jahr 1919 (Nesabywajemy 1919 god) des Regisseurs Micheil Tschiaureli
- 1954 ex aequo: Das Salz der Erde (Salt of the Earth) des Regisseurs Herbert Biberman und Reise mit Hindernissen  (Wernyje drusja) des Regisseurs Michail Kalatosow
- 1956 – Wenn alle Menschen der Welt… (Si tous les gars du monde) des Regisseurs Christian-Jaque
- 1957 – Unter dem Mantel der Nacht (Jagte Raho) der Regisseure Sombhu Mitra und Amit Moitra
- 1958 – Der stille Don (Tichi Don) des Regisseurs Sergei Gerassimow

### 1960er-Jahre
- 1960 – Serjoscha der Regisseure Georgi Danelija und Igor Talankin
- 1962 – Neun Tage eines Jahres (Dewjat dnei odnowo goda) des Regisseurs Michail Romm
- 1964 – Der Angeklagte (Obžalovaný) der Regisseure Ján Kadár und Elmar Klos
- 1966 – Kristallglobus nicht vergeben
Spezialpreis der Jury ex aequo an: Leben im Schloß (La vie de château) des Regisseurs Jean-Paul Rappeneau und Der Tod eines Bürokraten (La muerte de un burócrata) des Regisseurs Tomás Gutiérrez Alea
- 1968 –  Ein launischer Sommer (Rozmarné léto) des Regisseurs Jiří Menzel

### 1970er-Jahre
- 1970 – Kes des Regisseurs Ken Loach
- 1972 – Bändigung des Feuers (Ukroschtschenije ognja) des Regisseurs Daniil Chrabrowizki
- 1974 – Romanze für Verliebte (Romans o wljubljonnych) des Regisseurs Andrei Kontschalowski
- 1976 – Kantate über Chile (Cantata de Chile) des Regisseurs Humberto Solás
- 1978 ex aequo: Shadows of a Hot Summer (Stíny horkého léta) des Regisseurs František Vláčil und Weißer Bim Schwarzohr (Bely Bim Tschornoje ucho) des Regisseurs Stanislaw Rostozki

### 1980er-Jahre
- 1980 – Die Verlobte der Regisseure Günter Reisch und Günther Rücker
- 1982 – Rote Glocken, Teil I: Mexiko in Flammen (Krasnyje kolokola I: Meksika w ogne) des Regisseurs Sergei Bondartschuk
- 1984 – Lew Tolstoi des Regisseurs Sergei Gerassimow
- 1986 – Die Straße des Sterbens (A Street to Die) des Regisseurs Bill Bennett
- 1988 – Die Stadt Hibiskus (Fu rong zhen) des Regisseurs Xie Jin

### 1990er-Jahre
- 1990 – keine Preisverleihung
- 1992 – Krapatchouk des Regisseurs Enrique Gabriel
- 1994 – Mein Seelenbruder des Regisseurs Mariano Barroso
- 1995 – Jízda des Regisseurs Jan Svěrák
- 1996 – Gefangen im Kaukasus (Кавказский пленник) des Regisseurs Sergei Bodrow
- 1997 – Mein Leben in Rosarot (Ma vie en rose) des Regisseurs Alain Berliner
- 1998 – Le Coeur au poing des Regisseurs Charles Binamé
- 1999 – Ha-Chaverim Shel Yana des Regisseurs Arik Kaplun

### 2000er-Jahre
- 2000 – Eu Tu Eles des Regisseurs Andrucha Waddington
- 2001 – Die fabelhafte Welt der Amélie des Regisseurs Jean-Pierre Jeunet
- 2002 – Das Jahr des Teufels des Regisseurs Petr Zelenka
- 2003 – Das Fenster gegenüber des Regisseurs Ferzan Özpetek
- 2004 – Certi bambini der Regisseure Andrea & Antonio Frazzi

- 2005 – Kristallglobus: Mein Nikifor des Regisseurs Krzysztof Krauze

East of the West Award: Ragin des Regisseurs Kirill Serebrennikow
- 2006 – Kristallglobus: SherryBaby der Regisseurin Laurie Collyer

East of the West Award: Affen im Winter (Maimuni prez zimata) der Regisseurin Milena Andonowa
- 2007 – Kristallglobus: Jar City des Regisseurs Baltasar Kormákur

Spezialpreis der Jury: Lucky Miles des Regisseurs Michael James Rowland
Beste Regie: Bård Breien – Die Kunst des negativen Denkens
Bester Hauptdarstellerin: Elvira Mínguez – Pudor
Bester Hauptdarsteller: Sergei Puskepalis – Simple Things
East of the West Award: Armin des Regisseurs Ognjen Sviličić
- 2008 – Kristallglobus: Terribly Happy (Frygtelig Lykkelig) des Regisseurs Henrik Ruben Genz

Spezialpreis der Jury: The Photograph des Regisseurs Nan T. Achnas
Beste Regie: Captive
Bester Hauptdarstellerin: Martha Issová – Night Owls
Bester Hauptdarsteller: Jiří Mádl – Night Owls
East of the West Award: Tulpan (Tjulpan) des Regisseurs Sergei Dworzewoi
- 2009 – Kristallglobus: Angel at Sea (Un ange à la mer) des Regisseurs Frédéric Dumont

Spezialpreis der Jury: Twenty (Bist) des Regisseurs Abdolreza Kahani
Beste Regie: Andreas Dresen – Whisky mit Wodka
Bester Hauptdarstellerin: Paprika Steen (Applause)
Bester Hauptdarsteller: Olivier Gourmet (Angel at Sea) und Paul Giamatti (Cold Souls)
East of the West Award: Room and a Half (Poltory komnaty, ili Sentimentalnoje puteschestwije na rodinu) des Regisseurs Andrei Chrschanowski
- 2010 – Kristallglobus: The Mosquito Net (La mosquitera) des Regisseurs Agustí Vila

Spezialpreis der Jury: Kooky (Kuky se vrací) des Regisseurs Jan Svěrák
Beste Regie: Rajko Grlić – Just between us (Neka ostane medju nama)
Beste Hauptdarstellerin: Anaïs Demoustier – Sweet Evil (L'enfance du mal)
Bester Hauptdarsteller: Mateusz Kościukiewicz und Filip Garbacz – Teresa of Cats (Matka Teresa od kotów)
East of the West Award: Aurora des Regisseurs Cristi Puiu
- 2011 – Kristallglobus: Restoration des Regisseurs Joseph Madmony[7]

Spezialpreis der Jury: Gypsy (Cigán) des Regisseurs Martin Šulík
Beste Regie: Pascal Rabaté – Holidays by the Sea
Beste Darstellerin: Stine Fischer Christensen – Cracks in the Shell (Die Unsichtbare)
Bester Darsteller: David Morse – Collaborator
East of the West Award: Punk’s Not Dead (Pankot ne e mrtov) des Regisseurs Vladimir Blaževski
- 2012 – Kristallglobus: The Almost Man (Mer eller mindre mann) des Regisseurs Martin Lund[8]

Spezialpreis der Jury: Piazza Fontana: The Italian Conspiracy (Romanzo di una strage) des Regisseurs Marco Tullio Giordana
Beste Regie: Rafaël Ouellet – Camion
Beste Darstellerin: Leila Hatami – The Last Step (Peleh akhar)
Bester Darsteller: Henrik Rafaelsen – The Almost Man (Mer eller mindre mann) und Eryk Lubos – To Kill a Beaver (Zabić bobra)
East of the West Award: House with a Turret (Dom s baschenkoi) der Regisseurin Eva Neymann
- 2013 – Kristallglobus: Das große Heft (A nagy füzet) des Regisseurs János Szász[9]

Spezialpreis der Jury: A Field in England des Regisseurs Ben Wheatley
Beste Regie: Jan Hřebejk – Honeymoon (Líbánky)
Beste Darstellerin: Amy Morton, Louisa Krause, Emily Meade und Margo Martindale – Bluebird
Bester Darsteller: Ólafur Darri Ólafsson – XL
East of the West Award: Floating Skyscrapers (Płynące wieżowce) des Regisseurs Tomasz Wasilewski
- 2014 – Kristallglobus: Corn Island (Simindis kundzuli) des Regisseurs Giorgi Owaschwili[10]

Spezialpreis der Jury: Free Fall (Szabadesés) der Regisseure Ferenc Pusztai und György Pálfi
Beste Regie: György Pálfi – Free Fall (Szabadesés)
Beste Darstellerin: Elle Fanning – Low Down
Bester Darsteller: Nahuel Pérez Biscayar – All Yours (Je suis à toi)
East of the West Award: Corrections Class (Klass korrektsii) des Regisseurs Iwan Twerdowski
- 2015 – Kristallglobus: Bob and the Trees des Regisseurs Diego Ongaro[11]

Spezialpreis der Jury: Jeder der fällt hat Flügel des Regisseurs Peter Brunner
Beste Regie: Visar Morina – Babai
Beste Darstellerin: Alena Mihulová – Home Care (Domácí péče)
Bester Darsteller: Kryštof Hádek – The Snake Brothers (Kobry a užovky)
East of the West Award: The Wednesday Child (Szerdai gyerek) der Regisseurin Lili Horváth
- 2016 – Kristallglobus: It's Not the Time of My Life (Ernelláék Farkaséknál) des Regisseurs Szabolcs Hajdu[12]

Spezialpreis der Jury: Zoology (Zoologija) des Regisseurs Iwan Twerdowski
Beste Regie: Damjan Kozole – Nightlife (Nočno življenje)
Beste Darstellerin: Zuzana Mauréry – The Teacher (Učitelka)
Bester Darsteller: Szabolcs Hajdu – It's Not the Time of My Life (Ernelláék Farkaséknál)
Lobende Erwähnung: The Wolf from Royal Vineyard Street (Vlk z Královských Vinohrad) des Regisseurs Jan Němec
Lobende Erwähnung: By the Rails (Dincolo de calea ferata) des Regisseurs Cătălin Mitulescu
East of the West Award: House of Others (Skhvisi sakhli) des Regisseurs Russudan Glurdschidse
- 2017 – Kristallglobus: Little Crusader (Křižáček) des Regisseurs Václav Kadrnka[13]

Spezialpreis der Jury: Men Don't Cry (Chlapi nepláčou) des Regisseurs Alen Drljević
Beste Regie: Peter Bebjak – The Line (Čára)
Beste Darstellerin: Jowita Budnik und Eliane Umuhire – Ptaki śpiewają w Kigali (internationaler Titel: Birds Are Singing in Kigali)
Bester Darsteller: Alexander Jazenko – Arrythmia (Arytmie)
Lobende Erwähnung: Keep The Change (Drobné si nechte)
Lobende Erwähnung: Voica Oltean für Breaking News
East of the West Award: How Viktor "the Garlic" took Alexey "the Stud" to the Nursing Home (Jak Víťa Česnek vezl Ljochu Vrtáka do důchoďáku) des Regisseurs Alexander Hant
- 2018 – Kristallglobus: Mir ist es egal, wenn wir als Barbaren in die Geschichte eingehen von Radu Jude[14]

Spezialpreis der Jury: Sueño Florianópolis von Any Katz
Beste Regie: Olmo Omerzu – Winter Flies
Beste Darstellerin: Mercedes Morán – Sueño Florianópolis
Bester Darsteller: Moshe Folkenflik – Geula
Lobende Erwähnung: Jumpman (Подбросы) des Regisseurs Iwan Twerdowski
Lobende Erwähnung: History of Love
East of the West Award: Suleiman Mountain von Elizaveta Stishova
East of West Competition - Spezialpreis der Jury: Blossom Valley
Documentary Films Competition: Putin’s Witnesses von Witali Manski
Documentary Special Jury Prize: Walden
Právo Audience Award: Barry Levinson für Rain Man
Kristallkugel für einen herausragenden künstlerischen Beitrag zum Weltkino: Barry Levinson
- 2019 – Kristallglobus: The Father von Kristina Grozeva und Petar Valchanov[15]

Spezialpreis der Jury: Lara von Jan-Ole Gerster
Beste Darstellerin: Corinna Harfouch für Lara
Bester Darsteller: Milan Ondrík für Let There Be Light
Beste Regie: Tim Mielants für Patrick
East of the West Award: The Bull von Boris Akopow
Lobende Erwähnung: The August Virgin
Lobende Erwähnung: Antonia Giesen für The Man of the Future
Special Jury Prize: My Thoughts are Silent von Antonio Lukitsch
Grand Prix for Best Documentary Film: Immortal von Ksenia Okhapkina
Documentary Special Jury Prize: Confucian Dream von Mijie Li
Právo Audience Award: Jiří Suchý – Tackling Life with Ease von Olga Sommerová
Kristallkugel für einen herausragenden künstlerischen Beitrag zum Weltkino: Julianne Moore und Patricia Clarkson
Festival President’s Award: Vladimír Smutný

### 2020er-Jahre
- 2020 – aufgrund der COVID-19-Pandemie abgesagt

- 2021 – Kristallglobus: Der Falke von Stefan Arsenijević[16][17]

Spezialpreis der Jury: Every Single Minute von Erika Hníková
Beste Regie: Dietrich Brüggemann für Nö
Beste Darstellerin: Éléonore Loiselle für Wars
Bester Darsteller: Ibrahim Koma für Der Falke (Strahinja Banović)
Lobende Erwähnung: The Staffroom von Sonja Tarokić
Lobende Erwähnung: Vinette Robinson für Yes, Chef!
Lobende Erwähnung: Jelena Stanković für Der Falke (Strahinja Banović)
Právo Audience Award: Zátopek von David Ondříček
East of the West Award: Nuuccha von Wladimir Munkujew
Lobende Erwähnung: Intensive Life Unit / Jednotka intenzivního života von Adéla Komrzý
Kristallkugel für einen herausragenden künstlerischen Beitrag zum Weltkino: Michael Caine
Festival President’s Award: Jan Svěrák
- 2022 – Kristallglobus: Sommer mit Hoffnung (Summer With Hope) von Sadaf Foroughi[18][19][20]

Spezialpreis der Jury: You Have To Come And See It (Tenéis que venir a verla) von Jonás Trueba
Beste Regie: Beata Parkanová für Word
Beste Darstellerin: Taki Mumladze und Mariam Khundadze für A Room Of My Own
Bester Darsteller: Martin Finger für Word
Právo Audience Award: PSH Neverending Story / PSH Nekonecny pribeh von Štěpán Vodrážka
Kristallkugel für einen herausragenden künstlerischen Beitrag zum Weltkino: Geoffrey Rush
Festival President’s Award: Benicio del Toro und Bolek Polívka
Preis der Ökumenischen Jury: A Provincial Hospital
Europa Cinema Label Award: Anna Kazejak für Fucking Bornholm
FIPRESCI: Tomasz Winski für Borders Of Love
Sektion Proxima – Hauptpreis / Grand Prix: Adela Komrzy und Tomas Bojar
Sektion Proxima – Spezialpreis der Jury: Eduardo Casanova für La Pietà
Sektion Proxima – Lobende Erwähnung: The Uncle von David Kapac und Andrija Mardesic
Sektion Proxima – FIPRESCI: Art Talent Show
- 2023 – Kristallglobus: Eine Frage der Würde von Stefan Komandarew[21]

Sonderpreis der Jury: Leere Netze von Behrooz Karamizade
Festival President’s Award/Ehrenpreis des Festivalpräsidenten: Ewan McGregor, Alicia Vikander und Robin Wright
Kristallkugel für außergewöhnlichen Leistungen um das Weltkino: Russell Crowe
Beste Regie: Babak Jalali für Fremont
Beste Darstellerin: Eli Skortschewa für Eine Frage der Würde
Bester Darsteller: Herbert Nordrum für Hypnose
Special Jury Mention: Dancing on the Edge of a Volcano von Cyril Aris
Právo Audience Award: The Edge of the Blade / Une affaire d’honneur von Vincent Perez
Preis der Ökumenischen Jury: Eine Frage der Würde von Stefan Komandarew
Commendation of the Ecumenical Jury: Citizen Saint / Mokalake Tsmindani von Tinatin Qadschrischwili
Europa Cinema Label Award: Ernst De Geer für Hypnose
FIPRESCI: Ernst De Geer für Hypnose
Sektion Proxima – Hauptpreis / Grand Prix: Birth von Yoo Ji-young
Sektion Proxima – Spezialpreis der Jury: Guras von Saurav Rai
Sektion Proxima – Lobende Erwähnung: Brutal Heat / Brutální vedro von Albert Hospodářský
Sektion Proxima – FIPRESCI: Imago von Olga Chajdas
- 2024 – Kristallglobus: A Sudden Glimpse to Deeper Things von Mark Cousins[26]

Sonderpreis der Jury: Loveable von Lilja Ingolfsdottir
Festival President’s Award/Ehrenpreis des Festivalpräsidenten: Daniel Brühl, Clive Owen, Viggo Mortensen, Ivan Trojan

Beste Regie: Nelicia Low für Pierce
Beste Darstellerin: Helga Guren für Loveable
Bester Darsteller: Ton Kas und Guido Pollemans für Three Days of Fish
Special Jury Mention: Xoftex von Noaz Deshe und Our Lovely Pig Slaughter von Adam Martinec
Právo Audience Award: Waves von Jiří Mádl
Preis der Ökumenischen Jury: Loveable von Lilja Ingolfsdottir
Commendation of the Ecumenical Jury: Panopticon von George Sikharulidze
Europa Cinema Label Award: Lilja Ingolfsdottir für Loveable
FIPRESCI: Lilja Ingolfsdottir für Loveable
Sektion Proxima – Hauptpreis / Grand Prix: Stranger von Zhengfan Yang
Sektion Proxima – Spezialpreis der Jury: Night Has Come von Paolo Tizón
Sektion Proxima – Lobende Erwähnung: March to May von Martin Pavol Repka
Sektion Proxima – FIPRESCI: Night Has Come von Paolo Tizón
- 2025:

Kristallglobus für besondere Verdienste um die Kinematographie: Stellan Skarsgård
Festival President’s Award/Ehrenpreis des Festivalpräsidenten: Peter Sarsgaard, Dakota Johnson, Vicky Krieps
Kristallglobus für das Lebenswerk: Michael Douglas, Jiří Brožek
Kristallglobus: Better Go Mad in the Wild von Miro Remo
Sonderpreis der Jury: Bidad von Soheil Beiragh
Beste Regie: Nathan Ambrosioni für Out of Love und Vytautas Katkus für The Visitor
Beste Darstellerin: Pia Tjelta für Don’t Call Me Mama
Bester Darsteller: Àlex Brendemühl für When a River Becomes the Sea
Special Jury Mention: Kateřina Falbrová für Broken Voices
Právo Audience Award: We’ve got to frame it!
Sektion Proxima – Hauptpreis / Grand Prix: Sand City von Mahde Hasan
Sektion Proxima – Spezialpreis der Jury: Forensics
Sektion Proxima – Lobende Erwähnung: Before / After

## Belege
1. ↑  Filmový svátek ve Varech ovládli Barbaři. Bartoška ocenil Levinsona, Hanzlíka a Pattinsona. In: Informuji.cz. Abgerufen am 10. Juli 2022.
2. ↑  Richard Gere to Receive Crystal Globe at Karlovy Vary Film Festival. In: Variety.com. 22. Juni 2015, abgerufen am 10. Juli 2022.
3. ↑  55th Karlovy Vary International Film Festival. In: Karlovy Vary. Abgerufen am 10. Juli 2022.
4. ↑  „Jenseits jeder Midlife-Crisis"“, Bei: Süddeutsche.de, 12. Juli 2015
5. ↑  Paul Katzenberger: „Jafar Panahi: "Mein Herz ist bei Euch"“, Bei: süddeutsche.de, 8. Juli 2013
6. ↑  Filmfestival in Karlsbad wird abgesagt. In: radio.cz. 28. April 2020, abgerufen am 30. April 2020.
7. ↑  Liste der Preisträger bei kviff.com (englisch; abgerufen am 11. Juli 2011)
8. ↑  Liste der Preisträger (Memento des Originals vom 10. Juli 2012 im Internet Archive)  Info: Der Archivlink wurde automatisch eingesetzt und noch nicht geprüft. Bitte prüfe Original- und Archivlink gemäß Anleitung und entferne dann diesen Hinweis. bei kviff.com, 7. Juli 2012 (englisch; abgerufen am 10. Juli 2012)
9. ↑  Liste der Preisträger (Memento des Originals vom 5. November 2013 im Internet Archive)  Info: Der Archivlink wurde automatisch eingesetzt und noch nicht geprüft. Bitte prüfe Original- und Archivlink gemäß Anleitung und entferne dann diesen Hinweis. bei kviff.com
10. ↑  Liste der Preisträger bei kviff.com
11. ↑  Pressemitteilung des Festivals bei kviff.com
12. ↑  Pressemitteilung des Festivals bei kviff.com
13. ↑  Pressemitteilung des Festivals bei kviff.com
14. ↑  Barbarians from Romania win the 53rd Karlovy Vary IFF. Abgerufen am 10. Juli 2018.
15. ↑  The Crystal Globe went to Bulgarian Father. Abgerufen am 8. Juli 2019.
16. ↑  Tom Grater: Karlovy Vary Winners: ‘As Far As I Can Walk’ Takes Grand Prix Crystal Globe. In: deadline.com. 28. August 2021, abgerufen am 29. August 2021 (englisch).
17. ↑  Hauptpreis des Karlsbader Filmfestivals an Flüchtlingsdrama. In: ORF.at. 28. August 2021, abgerufen am 29. August 2021.
18. ↑  Melanie Goodfellow: Karlovy Vary Festival Winners: ‘Summer With Hope’ Wins Grand Prix. In: deadline.com. 9. Juli 2022, abgerufen am 10. Juli 2022 (englisch).
19. ↑  Hauptpreis des Karlsbader Filmfestivals für «Sommer mit Hoffnung». In: deutschlandfunkkultur.de. 10. Juli 2022, abgerufen am 10. Juli 2022.
20. ↑  David Rams: KVIFF 2022: Festivalfazit und Gewinner*innen des 56. Karlovy Vary Film Festivals! In: tvmovie.de. 10. Juli 2022, abgerufen am 12. Juli 2022.
21. 1 2  APA Austria Presse Agentur: Hauptpreis des Karlsbad-Filmfestivals geht nach Bulgarien. In: news.at. 8. Juli 2023, abgerufen am 8. Juli 2023.
22. ↑  Karlsbader Filmfestival zeichnet McGregor und Vikander aus. In: ORF.at. 13. Juni 2023, abgerufen am 13. Juni 2023.
23. ↑  Karlovy Vary to honour Robin Wright, Christine Vachon; selects Future Frames participants, closing film. In: screendaily.com. 20. Juni 2023, abgerufen am 21. Juni 2023.
24. ↑  Russell Crowe mit Band bei Filmfestival Karlovy Vary. In: ORF.at. 30. Juni 2023, abgerufen am 1. Juli 2023.
25. ↑  Andreas Wiseman: Karlovy Vary Reveals Award Winners: ‘Blaga’s Lessons’ Takes Key Prizes. In: deadline.com. 8. Juli 2023, abgerufen am 9. Juli 2023 (englisch).
26. ↑  Will Tizard: Mark Cousins’ ‘A Sudden Glimpse to Deeper Things’ Wins Top Prize at Karlovy Vary Film Festival. In: variety.com. 6. Juli 2024, abgerufen am 7. Juli 2024 (englisch).
27. 1 2  Filmfestival in Karlsbad gibt diesjährige Preisträger bekannt. In: radio.cz. 25. Juni 2025, abgerufen am 26. Juni 2025.
28. ↑  Filmfestival in Karlsbad zum 59. Mal: Mit Michael Douglas, 130 Filmen und Nostalgie. In: radio.cz. 7. Juli 2025, abgerufen am 13. Juli 2025.
29. ↑  Preis des Präsidenten des Karlsbader Filmfestivals geht an tschechischen Cutter Jiří Brožek. In: deutsch.radio.cz. 23. April 2025, abgerufen am 24. April 2025.
30. ↑  The Crystal Globe Goes to the Czech-Slovak Documentary Better Go Mad in the Wild. In: kviff.com. 12. Juli 2025, abgerufen am 13. Juli 2025 (englisch).

Berlin |
Cannes |
Indien (Goa) |
Kairo |
Karlovy Vary |
Locarno |
Mar del Plata |
San Sebastián |
Shanghai |
Tallinn |
Teheran |
Tokio |
Venedig |
Warschau